# Lobesia botrana
Lobesia botrana, la polilla del racimo o arañuela de la vid, es un lepidóptero ditrisio de la familia Tortricidae. Es una plaga del viñedo, ya que sus larvas se alimentan en los racimos de uvas, en cualquiera de sus estados fenológicos. 
Es originaria del sur de Italia, pero se ha extendido en diversas oleadas por toda la zona de viñedos de Europa. por el norte de África, Anatolia y el Cáucaso. También ha sido introducida en Japón, Chile y Argentina. En este último país había sido erradicada en el 2021, pero ha vuelto a aparecer en las provincias de San Juan y Mendoza.